# Carlos Decotelli
Carlos Alberto Decotelli da Silva (Rio de Janeiro, 19 de abril de 1952) é um economista e professor brasileiro. Foi nomeado ministro da Educação do Brasil em 25 de junho de 2020  mas, cinco dias depois, sua nomeação foi tornada sem efeito, antes mesmo que ele assumisse o cargo, em virtude de uma série de controvérsias em relação à titulação acadêmica informada em seu currículo.

## Carreira
Segundo informações do Ministério da Educação, Carlos Decotelli é bacharel em ciências econômicas pela Universidade do Estado do Rio de Janeiro (UERJ).
Em 1981, integrava a Federação Nacional dos Bancos. Em 1986, Decotelli era consultor financeiro, membro da Comissão de Economia do Sindicato dos Bancos do Rio de Janeiro, e docente do Instituto Brasileiro de Mercado de Capitais (Ibmec), onde ainda lecionava em 1993, da Febraban-IBCB e da FGV-Rio.
Em 1992, fazia parte do corpo técnico da Revista brasileira de mercado de capitais, publicada pelo IBMEC. Em agosto e setembro do mesmo ano foi contratado pela Caixa Econômica Federal, na qualidade de especialista em open, por 400 milhões de cruzeiros, para treinamento de pessoal. Um dos cursos, ministrado a dez turmas de vinte alunos, abordava o tema Política monetária e encaixe bancário, tendo sido considerado extemporâneo e desnecessário por especialistas da área, uma vez que o encaixe bancário era então estabelecido pela matriz, e por número limitado de funcionários. A contratação, feita sem licitação, foi considerada um desperdício de recursos pela instituição, à época mergulhada numa profunda crise de liquidez.
Ainda nos anos 1990, conviveu com Paulo Guedes na privatização do Ibmec, no Rio de Janeiro, num grupo também integrado por Roberto Castello Branco, atual (2020) presidente da Petrobras. Foi co-autor do livro Gestão de Riscos no Agronegócio, juntamente com Félix Schouchana e Hsta Hua Sheng, publicado pela FGV Editora em 2013.
Em janeiro de 2016, Decotelli participou de um projeto de pesquisa na Universidade de Wuppertal, na Alemanha, durante três meses, sob a orientação de Brigitte Wolf, professora de Teoria do Design, naquela universidade até 2017. Em abril de 2017, leccionava no ISAE/FGV - Escola de Negócios.
Em abril de 2020, Decotelli coordenava o MBA em Gestão Financeira: Mercados Financeiros e de Capitais da FGV/Decision. Em junho de 2020, na sequência da revelação de uma série de inconsistências no currículo informado por Decotelli, a FGV esclareceu que o economista nunca havia sido professor em nenhuma das escolas da Fundação, nem tampouco conduzido pesquisas financiadas pela FGV, tendo atuado somente nos cursos de educação continuada e nos programas de formação de executivos.
A declaração de ser "oficial da reserva" da Marinha do Brasil também é imprecisa. De fato, Decotelli pertence à reserva de segunda classe, ou seja, prestou o serviço militar obrigatório (temporário) à Marinha. Ao contrário dos militares de carreira, os temporários não passam pelas escolas de formação de oficiais e vão para a reserva sem remuneração. O fato de um "temporário" se apresentar como "oficial da reserva" de qualquer Força soa "um exibicionismo indevido", aos olhos dos militares. Além disso, embora tenha declarado que coordenou atividades da Escola de Guerra Naval (EGN), na verdade ministrou um treinamento de curta duração - um jogo acerca de Organizações Militares Prestadoras de Serviço (OMPS) -,  na EGN.

### Mestrado
Em 2008, Decotelli apresentou uma dissertação de mestrado à Escola Brasileira de Administração Pública e de Empresas da Fundação Getulio Vargas (FGV), sobre o tema Banrisul: do PROES ao IPO com governança corporativa, sob a orientação de Luis César Gonçalves de Araújo.
Em junho de 2020, logo após a nomeação como Ministro da Educação, Decotelli foi acusado de ter plagiado pelo menos 10% da sua dissertação de mestrado, concluída em 2008, a partir de um relatório da Comissão de Valores Mobiliários publicado em fevereiro do mesmo ano, onde 4.200 palavras foram copiadas diretamente desse relatório para a dissertação. Uma investigação da Folha de S.Paulo revelou que na dissertação constam trechos copiados de várias dissertações de mestrado publicadas em 1996, 1998, 2004, 2005 e 2006. Em nenhum dos casos Decotelli mencionou as fontes usadas, apresentando os trechos copiados como sendo trabalho próprio. Se comprovado, o caso constitui plágio acadêmico, considerado uma falha científica grave. A FGV anunciou que está apurando a denúncia de plágio, tentando localizar o orientador do trabalho. Decotelli refutou as acusações de dolo, afirmando que, "caso tenha cometido quaisquer omissões, estas se deveram a falhas técnicas ou metodológicas", dispondo-se a revisar o trabalho apresentado por forma a providenciar as devidas correções caso considere terem havido omissões, informando também que revisará o trabalho "por respeito ao direito intelectual dos autores e pesquisadores citados".

### Doutorado
Em 2009, cursou um doutorado em Administração na Universidade Nacional de Rosário, na Argentina. Apesar de ter cursado os créditos, nunca obteve o título de doutor mas, no seu currículo na Plataforma Lattes, declarava ter concluído o doutorado, com a tese Gestão de Riscos na Modelagem dos Preços da Soja, orientada por Antonio de Araujo Freitas Jr. Do mesmo modo, no ato da nomeação como Ministro da Educação, Decotelli foi apresentado por Jair Bolsonaro como doutorado por aquela universidade. A informação foi imediatamente desmentida pelo reitor da instituição. No mesmo dia, a assessoria de imprensa do Ministério da Educação publicou o diploma do ministro, afirmando terem sido concluídos os créditos de doutorado naquela universidade. No entanto, apesar da conclusão dos créditos, Decotelli não chegou a obter o grau de doutor, uma vez que, segundo o reitor da Universidade de Rosário, teve sua tese de doutoramento reprovada. O certificado de conclusão das aulas apresentado pelo Ministério da Educação, sem aprovação de tese, não cumpre os requisitos para conferir o grau de doutor.
Após a repercussão, o ministro retirou de seu currículo na Plataforma Lattes a menção à tese e ao nome do orientador, passando a constar apenas a informação relativa aos créditos concluídos, e da ausência de defesa da tese. Como justificação para a não conclusão do doutorado, Decotelli alegou que decidiu não submeter a versão corrigida para nova avaliação da banca devido a compromissos no Brasil e pela falta de recursos financeiros para se manter fora do país.

### Pós-doutorado
Ao ser anunciado como ministro da educação, o governo afirmou que Decotelli possuía um pós-doutorado na Universidade de Wuppertal, na Alemanha. O mesmo constava do currículo do ministro nomeado, disponível na plataforma Lattes, que informava ainda que Decotelli havia frequentado a universidade entre 2012 e 2015. Alguns dias após a nomeação, a universidade alemã também desmentiu a informação, em nota enviada ao jornal O Globo, explicitando que Decotelli havia conduzido pesquisas na universidade durante três meses, em 2016, mas não concluíra qualquer programa de pós-doutoramento, nem obtivera qualquer título naquela instituição. Após o desmentido da universidade alemã, Decotelli removeu do currículo Lattes a informação sobre o pós-doutoramento, como já fizera com o doutorado que nunca concluiu.

#### Fundação Getúlio Vargas
Apesar de ser tido em Wuppertal como professor da Fundação Getúlio Vargas, a instituição esclareceu que Decotelli nunca fora professor em nenhuma das suas escolas, nem tampouco conduzido pesquisas financiadas pela FGV, tendo atuado somente nos cursos de educação continuada e nos programas de formação de executivos.

## Governo Bolsonaro
Decotelli esteve envolvido no Governo de Jair Bolsonaro desde finais de 2018, antes mesmo da posse do novo presidente, quando passou a integrar a chamada equipe de transição de Bolsonaro, que então se reunia no Centro Cultural do Banco do Brasil, em Brasília, com a finalidade de elaborar os primeiros planos do governo.

### Gestão do FNDE
Em fevereiro de 2019, Decotelli foi indicado à presidência do Fundo Nacional de Desenvolvimento da Educação (FNDE). Em maio do mesmo ano, foi anunciado que o governo tinha colocado à disposição do partido brasileiro DEM a nomeação para a chefia do FNDE, como moeda de troca na obtenção de apoio político. A própria indicação de Decotelli para esse cargo foi designada por Major Olímpio, líder do Partido Social Liberal no Senado, e aliado de Jair Bolsonaro, em maio de 2020, como tentativa de ancoragem política a partidos do chamado Centrão, grupo de partidos de centro e centro-direita, considerando essa e outras nomeações no mesmo contexto como  "manobra política propicia à corrupção e ao desvio de recursos públicos".
Em julho seguinte, artigo publicado na Folha de Londrina dava conta de uma eventual substituição de Decotelli na presidência do FNDE pelo advogado Rodrigo Sergio Dias, ex-presidente da Funasa, indicando o presidente da Câmara de Deputados, Rodrigo Maia como o nome por detrás da mudança, que deveria ocorrer após a aprovação da reforma da Previdência.
Poucos dias depois, no início de agosto, foi anunciada  pelo então Ministro da Educação, Abraham Weintraub, a substituição de Decotelli no cargo, na sequência de acusações de falta de atenção a programas prioritários, entre os quais Dinheiro Direto na Escola e Programa Nacional do Livro Didático, provocando atrasos e custos adicionais na sua execução. Entre as razões apontadas para a fraca prestação de Decotelli, estariam as suas constantes viagens, tendo passado 23% do tempo em que ocupou o cargo afastado da instituição, provocando consideráveis atrasos na sua atividade normal. Decotelli foi efetivamente substituído no cargo por Rodrigo Dias, passando a ocupar outro cargo no Ministério. Rodrigo Dias, seria também ele exonerado do cargo apenas quatro meses depois.

### Suspeita de irregularidades
Durante a sua gestão do FNDE, Decotelli terá dado aval a uma licitação de três bilhões de reais para compra de equipamentos eletrônicos para escolas em todo o país, suspensa pela Controladoria-Geral da União (CGU) por suspeitas de irregularidades. Entre as várias irregularidades que despertaram a atenção da CGU, contava-se o caso da Escola Municipal Laura Queiroz, no município de Itabirito, em Minas Gerais, com 255 alunos registrados na planilha, pedindo um total de 30.030 laptops educacionais, correspondendo a quase 118 laptops por aluno.

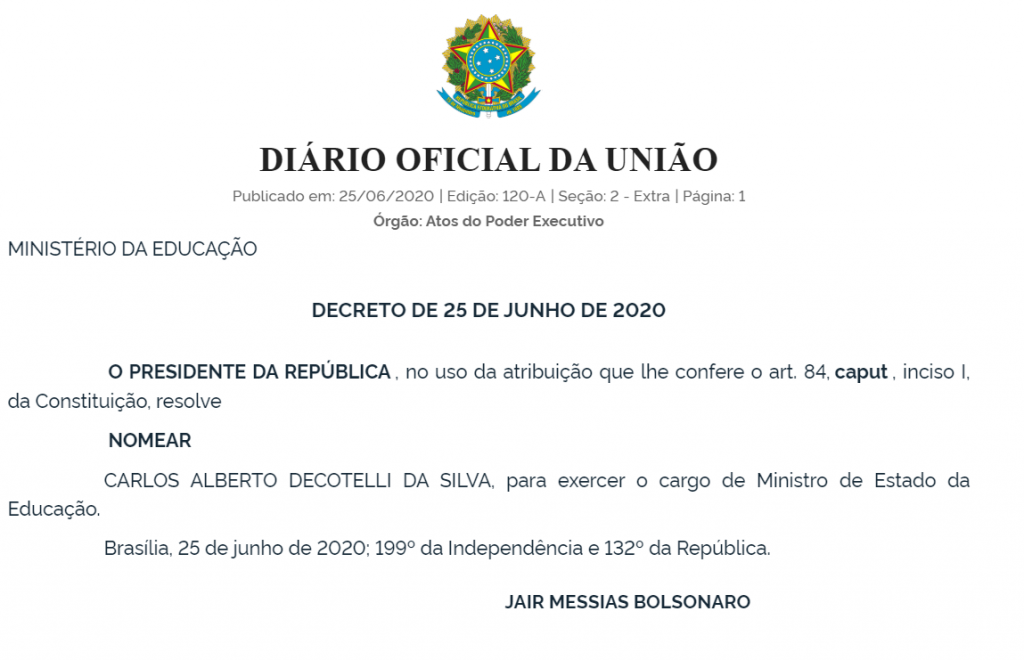
Decreto que o nomeia para o Ministério da Educação

### Nomeação como ministro
Em 25 de junho de 2020, foi anunciada pelo presidente Jair Bolsonaro a sua nomeação como novo ministro da Educação, sucedendo a Abraham Weintraub, titular anterior. A escolha foi anunciada por Bolsonaro através das redes sociais. A sua nomeação foi mantida em completo segredo, caindo de surpresa na cúpula do Ministério da Educação.
No interior do governo, Decotelli foi considerado uma indicação dos militares mais moderados que despacham no Palácio do Planalto, diretamente com Jair Bolsonaro, e uma perda de terreno para a ala mais ideológica ligada ao escritor Olavo de Carvalho, à qual pertencia o anterior ministro, Abraham Weintraub. O seu nome terá sido proposto a Bolsonaro pelo almirante Flávio Augusto Viana Rocha, titular da Secretaria Especial de Assuntos Estratégicos (SAE) da Presidência da República.
Após serem detectadas uma série de informações incorretas no currículo de Decotelli, entre as quais a referência a um título de doutor pela Universidade Nacional de Rosário, quando na realidade o curso de doutorado não fora concluído nem o título concedido, o governo anunciou o adiamento da tomada de posse do novo ministro até que pudesse proceder a uma checagem completa do currículo. A sua nomeação, vista como uma tentativa de aumento do protagonismo da Marinha no Governo Bolsonaro, acabou constituindo um embaraço para o próprio grupo militar que o nomeou, devido às incoerências verificadas em seu currículo, que levaram a que perdesse, também, o apoio que tinha entre professores da Fundação Getulio Vargas. Apesar de nunca ter tomado posse, colocou no currículo que era Ministro da Educação.
Em 30 de junho de 2020, renunciou ao cargo no MEC antes de sua posse oficial, devido ao desgaste de sua imagem ante as controvérsias de sua formação acadêmica. No dia seguinte, foi publicado decreto tornando sem efeito a nomeação.

## Obras
- Matemática financeira aplicada, 2009, FGV Editora, em coautoria com Luiz Celso Silva de Carvalho e Bruno de Sousa Elia.[53]
- Gestão de finanças internacionais, 2013, FGV Editora, em coautoria com Alex Sandro Monteiro de Moraes, Ivando Silva de Faria e Ricardo Bordeaux-Rêgo.[54]
- Gestão de Riscos no Agronegócio, 2013, FGV Editora, em coautoria com Félix Schouchana e Hsta Hua Sheng.[16][55]